# Козин, Борис Сергеевич
Борис Сергеевич Козин (20 июля 1924, Добрянка, Черниговская губерния — 5 октября 2012, Москва) — выдающийся российский ученый-экономист, директор Института комплексных транспортных проблем (1974-91), профессор Московской академии водного транспорта (1991—2012), заслуженный деятель науки и техники России.

## Биография
Борис Сергеевич Козин родился в 1924 г. Восемнадцатилетним юношей сражался в Великой Отечественной войне, сначала в партизанском отряде, а затем — в рядах действующей армии в качестве рядового связиста. За отвагу и мужество проявленные в боях награждён медалью «За отвагу» и Орденом Красной Звезды. Закончил войну участием во взятии Кенигсберга в качестве старшины взвода и кандидата в члены КПСС.
В 1949 г. Б. С. Козин окончил Гомельский техникум путей сообщения, работал на Белорусской железной дороге. В 1955 г. он окончил Московский институт инженеров железнодорожного транспорта и был направлен на работу в только что созданный Институт комплексных транспортных проблем (ИКТП), тогда входивший в состав Академии наук СССР, а позднее переданный в систему Госплана СССР. В ИКТП Борис Сергеевич прошел все ступени должностной и научной карьеры — от старшего техника до директора Института, от аспиранта до профессора.
Доктор технических наук (1969), директор  Института комплексных транспортных проблем (1974—1991), профессор Московской академии водного транспорта (1991—2012), заслуженный деятель науки и техники России, почетный железнодорожник. Основные труды в области планирования и функционирования транспортной системы страны, поиска оптимальных решений развития пропускной способности, оптимальных структур управления.
Похоронен на Митинском кладбище в Москве.

## Научная и педагогическая деятельность
Результаты научных исследований Б. С. Козина опубликованы в фундаментальных монографиях «Выбор схем этапного развития железнодорожных линий» (в соавторстве с его ближайшим другом и соратником профессором И. Т. Козловым) и «Этапное развитие транспортных устройств». Б. С. Козин был одним из пионеров в проведении и организации исследований по применению математических методов и ЭВМ в планировании развития транспорта, он был первым руководителем впервые созданных в ИКТП сначала сектора, а затем отдела применения математических методов и ЭВМ в планировании транспорта. Б. С. Козин и И. Т. Козлов были научными редакторами монографии «Автоматизированная система плановых расчетов на транспорте», написанной коллективом ведущих ученых ИКТП, в том числе, и Борисом Сергеевичем. В этой книге в систематизированном виде были изложены все важнейшие проблемы комплексного планирования работы и развития единой транспортной системы СССР и методология их решения на основе применения математических методов и ЭВМ. В целом, эти монографии и другие работы ученых ИКТП под руководством Козина сформировали новое научное направление и целую школу ученых-экономистов в области транспорта.
Козин был талантливым организатором науки. Возглавляя отдел применения математических методов в планировании транспорта, а затем на протяжении 18 лет, будучи директором ИКТП, председателем его Ученого и Диссертационного советов, он целенаправленно подбирал и организовывал научные кадры, умел привлечь в науку всё новые поколения талантливой молодежи. ИКТП в период руководства им Б. С. Козиным, дал стране блестящую плеяду ученых, во многом сформировавших современные представления о закономерностях функционирования и развития транспорта в нашей стране и других странах содружества. Будучи в течение многих лет председателем Экспертного совета по транспорту Высшей аттестационной комиссии СССР Б. С. Козин внес большой вклад в формирование объективных критериев оценки диссертационных исследований, в создание благоприятных условий для деятельности ученых, открывающих новые научные направления и успешно решающих важные научные задачи.
В последние годы Борис Сергеевич много сил отдавал преподаванию на кафедре экономики водного транспорта Московской государственной академии водного транспорта, подготовив к профессиональной жизни десятки молодых ученых-транспортников.

## Основные работы
- Козин Б. С., Козлов И. Т. Выбор схем этапного развития железнодорожных линий. — М.: Трансжелдориздат, 1964.
- Козин Б. С. Этапное развитие транспортных устройств. — М.: Транспорт, 1976. −106 с.
- Автоматизированная система плановых расчетов на транспорте. / Под ред. Б. С. Козина, И. Т. Козлова. — М.: Транспорт, 1981. — 400 с.

## Награды
Награждён орденами Красной Звезды (1945), «Знак Почета» (1981), Отечественной войны 2 степени (1985), медалями «За отвагу» (1944), «За взятие Кенигсберга» (1945), «За трудовое отличие» (1971), «За укрепление боевого содружества» (1985), «Ветеран труда» (1987), медалью Жукова (1996), знаком «Почётный железнодорожник» и многими другими наградами.